# Dissebia
Dissébia ou Dyssébia (em grego Δυσσέβια), a mitologia grega, era uma daemon que personificava a impiedade. Ela era filha de Hibris, o orgulho, e irmã de Coros, o desprezo. Sua daemon oposta seria Eusébia, a piedade.